# Nguyễn Thị Quỳnh Nga
Nguyễn Thị Quỳnh Nga (sinh ngày 4 tháng 12 năm 1995) là á hậu, biên tập viên và MC người Việt Nam. Cô đại diện Việt Nam tham gia cuộc thi Hoa hậu Sắc đẹp Quốc tế 2024 và đạt danh hiệu Á Hậu 2.

## Cuộc sống và học tập
Quỳnh Nga tốt nghiệp chuyên ngành Kinh tế đối ngoại tại Trường Đại học Ngoại thương. Cô sở hữu thành tích học tập ấn tượng và có IELTS 7.5. Ngoài ra, cô là một trong ba sinh viên được nhận học bổng 6,000 USD (tương đương 138 triệu đồng) của Israel. Hiện cô đang theo học Thạc sĩ chuyên ngành Quản trị kinh doanh tại Hoa Kỳ.

## Thành tích sắc đẹp
- Top 5 Duyên dáng Ngoại thương 2015
  - Hoa khôi Tài năng
- Top 10 Hoa khôi Áo dài Việt Nam 2016
  - Thí sinh được yêu thích nhất
- Á khôi 1 Hoa khôi Sinh viên Việt Nam 2017
  - Nữ sinh Tài năng
  - Nữ sinh hùng biện tiếng Anh hay nhất
- Top 10 Hoa hậu Thế giới Việt Nam 2019
  - Người đẹp Truyền thông
  - Top 13 Người đẹp Tài năng
- Á hậu 2 Hoa hậu Sắc đẹp Quốc tế 2024
  - Ứng xử hay nhất
  - Trang phục truyền thống đẹp nhất
  - Người đẹp được yêu thích nhất